# Castelo Affleck

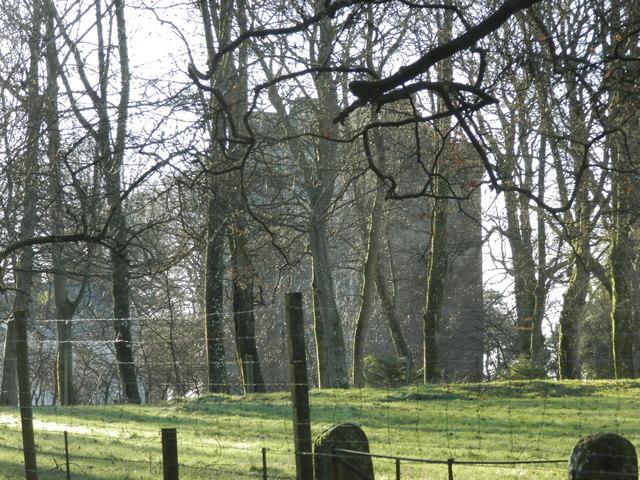
Castelo Affleck em 2014

O Castelo Affleck (em inglês:  Affleck Castle) é um castelo do século XV  localizado em Monikie, Angus, Escócia.

## História
Datado do final do século XV, esteve inabitado até 1760.
Encontra-se classificado na categoria "A" do "listed building" desde 11 de junho de 1971.